# Asta Znidarčič
Asta Znidarčič, slovenska književnica, prevajalka in umetnostna zgodovinarka, * 24. junij 1916, Novo mesto, † (?) oktober 2006, (?).

## Življenje in delo
Obiskovala je gimnazijo v Kranju (1927–31) in Ljubljani (1931-35), od 1935 je študirala umetnostno zgodovino na Filozofski fakulteti v Ljubljani, kjer je 1950 diplomirala. Študij je večkrat prekinila, med drugim je od 1937–40 živela v Sarajevu in 1946–47 v Skopju. Med nemško okupacijo je bila 1944 v Ljubljani aretirana in zaprta do osvoboditve 1945. Med leti 1945/46 je bila je novinarka v uredništvu Naše žene, od 1951  pa (honorarno že od 1949) kustosinja v ljubljanski Narodni galeriji, kjer je 1976 stopila v pokoj, ter kot upokojenka postala sodelavka Slovenskega biografskega leksikona.
V zadnjem desetletju pred 2. svet. vojno je v revijah in časopisih objavljala razpoloženjske črtice, pozneje pa tudi črtice z vojno tematiko. Njene pesmi so predvsem razpoloženjske, ljubezenske in refleksivne, v njih pa  izpoveduje svoje razmerje do umetnosti in sveta (Zlati mrak, 1968 in Tuje pokrajine, 1982). Napisala je nekaj iger za otroke (Kraljična brez bisera, predvajano 1956). V številnih člankih je obravnavala številne teme iz slovenske umetnostne zgodovine, objavila pa je tudi več likovnih kritik. 
Prevajala je iz francoščine italijanščine in srbohrvaščine ter med drugim prevedla knjigi: Zeleno žito (Sidonie-Gabrielle Colette, 1962) in Umetnostni zakladi Jugoslavije (1970) ter številne radijske igre, ki so bile izvajane na Radiu Ljubljana, mdr.: Črnci (Jean Genet, 1969), Čakalnica (M.C. Seprum, 1970), Ne želi svojega bližnjega žene! (Fjodor Mihajlovič Dostojevski, 1971), Asemian, kralj (Bernard Binlin Dadie, 1972) in druge. Črtice iz francoščine in italijanščine pa je prevajala za mladinske liste (Ciciban in Pionir, 1945–1970).